# Abreu
Abreu era, em 1747, um lugar da freguesia de São Pedro de Merufe, termo da vila de Monção. No secular estava subordinada à Comarca de Valença, e no eclesiástico ao Arcebispado de Braga, pertencendo à Província de Entre Douro e Minho.